# Pusionella compacta
Pusionella compacta é uma espécie de gastrópode do gênero Pusionella, pertencente a família Clavatulidae.